# Lenno
Lenno (em latim: Lennum) é uma comuna italiana da região da Lombardia, província de Como, com cerca de 1.782 habitantes, tendo uma densidade populacional de 198 hab/km². Estende-se por uma área de 9 km² ao longo do Lago de Como na península Punta Balbianello. Faz fronteira com Bellagio, Bene Lario, Grandola ed Uniti, Lezzeno, Mezzegra, Ossuccio, Porlezza, Tremezzo.

## Demografia
| Variação demográfica do município entre 1861 e 2011                               |
|                                                                                   |
| Fonte: Istituto Nazionale di Statistica (ISTAT) - Elaboração gráfica da Wikipedia |

## Turismo
A comuna oferece várias atrações turísticas, como a Villa del Balbianello do século XVII situada de frente ao lago  com seus jardins e sua lógia de três arcos.
A vila conserva no seu interior uma coleção de arte chinesa, africana e pré-columbiana, além de móveis preciosos do século XVIII.
A paróquia Santo Stefano possui uma cripta e um batistério românico. Existe um paseio público ao longo do lago parcialmente fechado para o trânsito.

## Curiosidades
Para o filme Star Wars, George Lucas filmou em 2000 a cena de casamento de Anakin e Amidala nos jardins da Villa del Balbianello.